# Чимитиле
Чимитиле (итал. Cimitile) — коммуна в Италии, располагается в регионе Кампания, в провинции Неаполь.
Население составляет 6877 человек (на 2004 г.), плотность населения составляет 3421 чел./км². Занимает площадь 2 км². Почтовый индекс — 80030. Телефонный код — 081.
Покровителем коммуны почитается святой Феликс Ноланский (святой Феликс во клещах, San Felice in Pincis). Праздник ежегодно празднуется 14 января.